# Madelaine Petsch
Madelaine Grobbelaar Petsch (Port Orchard, Washington; 18 de agosto de 1994)es una actriz y celebridad de internet  estadounidense-sudafricana.Es conocida por interpretar a Cheryl Blossom en la serie de The CW Riverdale (2017–2023).

## Biografía
Petsch nació el 18 de agosto de 1994 en Port Orchard, Washington. A los 3 años, desarrolló una pasión por la danza, y así comenzó a tomar clases de baile y clases de actuación dos años más tarde. Sus padres son sudafricanos y vivió en Sudáfrica junto a sus padres y su hermano Shaun durante diez años antes de regresar a Los Ángeles a los 18 años para comenzar su carrera artística después de graduarse.Petsch tiene un hermano mayor.
A los 14 años, Petsch transiciona al veganismo,  después de haber sido criada como vegetariana. También ha participado en una campaña de concientización para la organización PETA. 

## Trayectoria profesional
Madelaine Petsch apareció en una campaña de publicidad nacional para Coca-Cola en 2014.
En 2015, dio sus primeros pasos en el cine como extra en la película de ciencia ficción La colmena y la serie Instant Mom en el episodio Gone Batty con el personaje de Mermaid. En 2017 actúa en la película F the prom como Marissa,  ella también audicionó para una participación especial en Legends of Tomorrow y el director del casting que también era el de Riverdale le dijo que audicionara para el piloto como Betty Cooper, que luego pasó a Cheryl Blossom donde más tarde obtuvo el papel, basada en los personajes de Archie Comics, que se emite en The CW. En marzo de 2017, se anunció que Petsch participaría en la película de terror Polaroid.
En abril de 2018, Petsch colaboró con la empresa de gafas de sol Privé Revaux y lanzó su propia colección de gafas de sol.  Petsch tiene un canal de YouTube y afirma que la inspiración para iniciar uno fue que los fanes pudieran conocer a “ella real” fuera de la actuación. 

## Filmografía
| Año  | Título original              | Personaje        | Notas                        |
| ---- | ---------------------------- | ---------------- | ---------------------------- |
| 2014 | The Hive                     | Chica            |                              |
| 2016 | The Curse of Sleeping Beauty | Eliza            |                              |
| 2017 | F the Prom                   | Marissa          | Directamente para vídeo      |
| 2019 | Polaroid                     | Sarah            |                              |
| 2020 | Sightless                    | Ellen Ashland    | También coproductora         |
| 2022 | Jane                         | Olivia Brooks    | También productora           |
| 2022 | About Fate                   | Clementine Pratt |                              |
| 2022 | Hotel for the Holidays       | Georgia          | [ 25 ]                       |
| 2024 | The Strangers: Chapter 1     | Maya Lucas       | También productora ejecutiva |
| 2025 | The Strangers: Chapter 2     | Maya Lucas       | También productora ejecutiva |

| Año       | Título original | Personaje      | Notas                                        |
| --------- | --------------- | -------------- | -------------------------------------------- |
| 2015      | Instant Mom     | Sirena         | Episodio: «Gone Batty»                       |
| 2017–2023 | Riverdale       | Cheryl Blossom | Rol principal                                |
| 2020      | The Simpsons    | Sloan          | Voz; episodio: «The Hateful Eight-Year-Olds» |

| Año       | Título original    | Personaje   | Notas                           |
| --------- | ------------------ | ----------- | ------------------------------- |
| 2020      | Acting for a Cause | Jane Bennet | Episodio: "Pride and Prejudice" |
| 2020      | Day by Day         | Narradora   | Voz; episodio: "Relocation"     |
| 2020–2021 | The Shadow Diaries | Eliza Gold  | Voz; podcast                    |

| Año  | Título canción | Artista    |
| ---- | -------------- | ---------- |
| 2020 | «Malibu»       | Kim Petras |

## Premios y nominaciones
| Año  | Premiación            | Nominada por | Categoría                                      | Resultado | Ref.   |
| ---- | --------------------- | ------------ | ---------------------------------------------- | --------- | ------ |
| 2017 | Teen Choice Awards    | Riverdale    | Mejor alborotador/a                            | Ganadora  | [ 29 ] |
| 2018 | Teen Choice Awards    | Riverdale    | Mejor alborotador/a                            | Ganadora  | [ 30 ] |
| 2018 | MTV Movie & TV Awards | Riverdale    | Mejor ladrón de escena                         | Ganadora  | [ 31 ] |
| 2019 | MTV Movie & TV Awards | Riverdale    | Mejor momento musical                          | Nominada  | [ 32 ] |
| 2019 | Teen Choice Awards    | Riverdale    | Mejor relación (compartido con Vanessa Morgan) | Nominada  | [ 33 ] |
| 2019 | Shorty Awards         | ella misma   | YouTuber destacado del año                     | Nominada  | [ 34 ] |
| 2022 | Streamy Awards        | ella misma   | Mejor Crossover                                | Nominada  | [ 35 ] |